# Dzsajs ibn Humáravajh
Abu l-Aszákir Dzsajs ibn Humáravajh (arab írással أبو العساكر جيش بن خمارويه – Abū l-ʿAsākir Ǧayš ibn Ḫumārawayh; Katái, Egyiptom 881–882 k. – Katái, Egyiptom, 896 novembere) az Egyiptomot, Palesztinát, Szíriát, illetve az anatóliai határvidék és Felső-Mezopotámia egy részét uraló túlúnida dinasztia harmadik fejedelme volt.
Még nagyapja, a dinasztiaalapító Ahmad ibn Túlún életében született a trónörökös, Humáravajh gyermekeként. 884-től uralkodó, pazarló apját 896 januárja vagy februárja folyamán saját eunuchjai gyilkolták meg Damaszkuszban, így tizennégy esztendős fia került a trónra, amit az al-Mutadid kalifával 893-ban kötött szerződés legitimált. Abu l-Aszákir zsenge kora ellenére alkoholista volt már trónra kerülésekor is, ráadásul igen kegyetlennek mutatkozott: Mudar nevű nagybátyját halálra korbácsoltatta. Ennek hatására a jogtudósok és bírák (fakíhok és kádik) kimondták alkalmatlanságát az uralkodásra, és július 26-án bebörtönözték. A trónon öccse, Hárún ibn Humáravajh követte. Dzsajs néhány hónappal megbuktatását követően börtönben halt meg.